# はりま酒文化ツーリズム

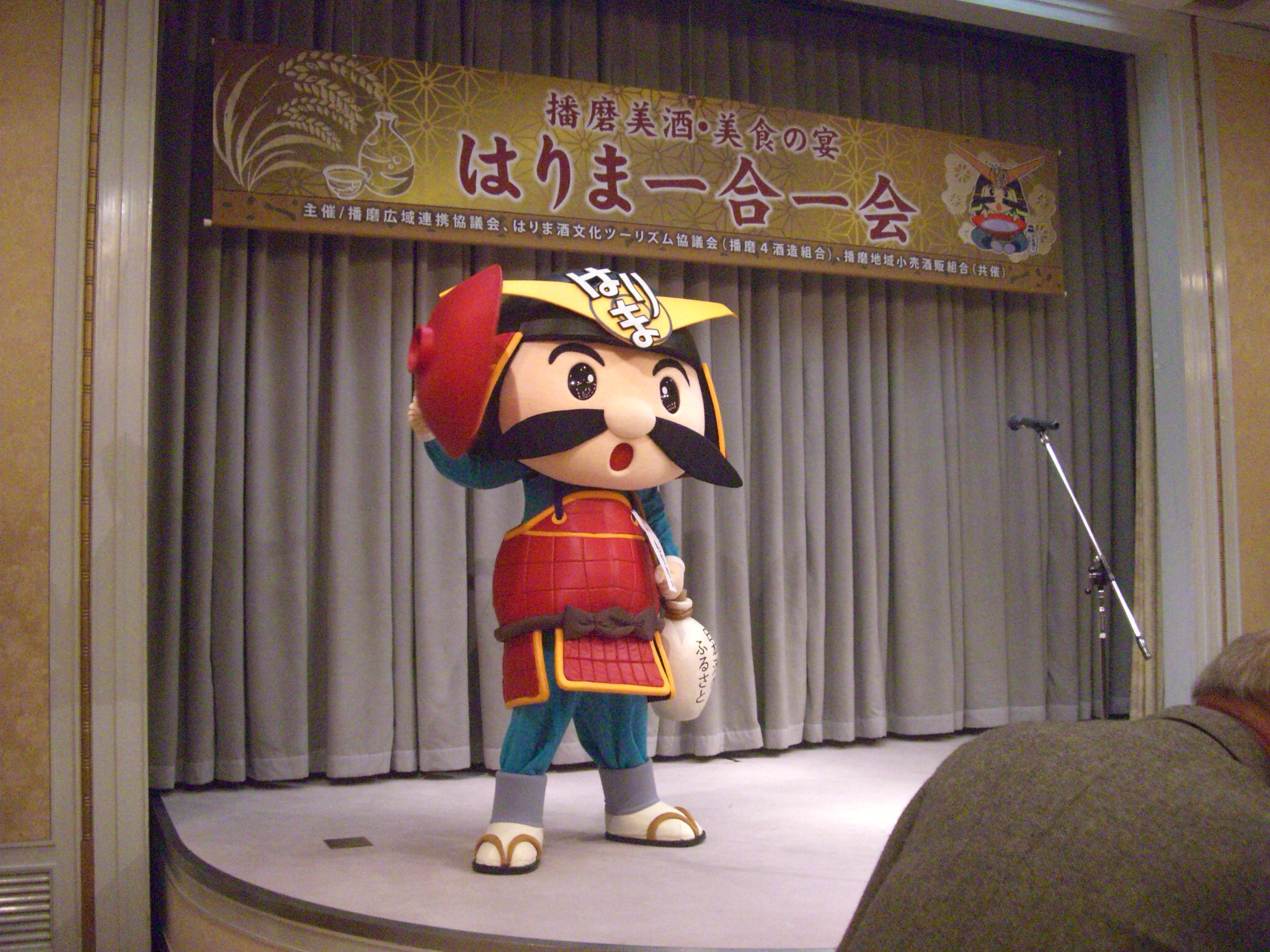
イメージキャラクター「もりりぃ」（平成26年2月28日　播磨美酒・美食の宴～はりま一合一会～　にて

はりま酒文化ツーリズム(はりまさけぶんかつーりずむ)とは平成24年5月29日に播磨地域の7市8町が対等協力の立場で団結し発足し、同年8月30日には北播磨5市1町が加わり、また2014年4月22日の総会で明石市の加盟が承認され、旧来の播磨国をほぼ網羅する13市9町で構成される播磨広域連携協議会が、「播磨は日本酒のふるさと」を地域ブランドとして播磨の魅力を世界に発信するため、播磨地域4酒造組合と連携して日帰りバスツアーや滞在型ツアーの実施等に取り組む活動である。

## 概要
「播磨は日本酒のふるさと」を地域ブランドとして、観光振興そして地域ブランド産品である日本酒の振興を進めるため、昨年9月、播磨広域連携協議会が播磨の4酒造組合(はりま酒文化ツーリズム協議会)とともに「はりま酒文化ツーリズム」をスタートし、国内外に向けた播磨の情報発信に取り組み、播磨地域の振興を図る。

## 事業

### ツーリズム
播磨地域の地域資源である酒蔵や山田錦の田園、食や文化財などの地域資源を巡るツーリズム(ツアー)を、地元バス旅行会社、はりま酒文化ツーリズム協議会(播磨4酒造組合)と連携し定期的に開催している。
平成24年9月15日に第1回目の播磨の酒蔵等を巡るツアーを実施し、以降ほぼ毎月1回継続して実施している。

### 官民協働した魅力ある観光地の再建・強化事業
平成25年3月に採択された観光庁の支援事業である「官民協働した魅力ある観光地の再建・強化事業」を活用し、株式会社JTB西日本や神姫バスと連携し滞在型ツアーの造成に取り組むなど、官民連携して京阪神や大都市圏からの誘客を図っている。

### 情報発信
Facebookやホームページを通じて、国内外に向けて日本酒に関する播磨の情報発信に取り組み、播磨地域の振興を図っている。

## 参加蔵元
はりま酒文化ツーリズムには播磨地域の22の蔵元が参加している。

### 揖保川・千種川 流域
- 本田商店
- ヤヱガキ酒造
- 奥藤商事
- 下村酒造店
- 老松酒造
- 山陽盃酒造

### 夢前川・市川・加古川(東播磨) 流域
- 壺坂酒造
- 神崎酒造
- 名城酒造
- 田中酒造場
- 灘菊酒造
- 井澤本家
- 岡田本家
- キング醸造

### 加古川(北播磨) 流域
- 稲見酒造
- 神結酒造
- 三宅酒造
- 富久錦
- 明石酒類醸造
- 江井ヶ嶋酒造
- 茨木酒造
- 西海酒造

## イメージキャラクター「もりりぃ」
「播磨は日本酒のふるさと」を地域ブランドとして広く全国にPRするために、播磨を「盛り」あげたい、播磨の日本酒で楽しい酒「盛り」の意味を込めて、イメージキャラクター「もりりぃ」が誕生
。趣味は酒蔵巡り、特技は利き酒で、播磨の酒は全て利き当てることができる。
戦国武将の母里友信がモデルで、兜には「はりま」の文字、手には盃、腰には「日本酒のふるさと」と書いた徳利をぶらさげ、おじさんだけどかわいい「おじかわいい」
キャラクターとして、播磨地域のPRに頑張っている。